# Adam Zreľák
Adam Zreľák (Stará Ľubovňa, 5 de mayo de 1994) es un futbolista eslovaco que juega en la demarcación de delantero para el GKS Katowice de la Ekstraklasa.

## Selección nacional
Tras jugar con la selección de fútbol sub-19 de Eslovaquia y con la sub-21, finalmente hizo su debut con la selección absoluta el 19 de noviembre de 2013 en un encuentro amistoso contra Gibraltar que finalizó con un resultado de empate a cero. Además disputó varios partidos de la Liga de Naciones de la UEFA 2018-19.

### Goles internacionales
| # | Fecha                    | Estadio                                      | Oponente    | Gol | Resultado | Competición                         |
| - | ------------------------ | -------------------------------------------- | ----------- | --- | --------- | ----------------------------------- |
| 1 | 27 de mayo de 2016       | Renner Arena, Wels, Austria                  | Georgia     | 3-0 | 3-1       | Amistoso                            |
| 2 | 16 de noviembre de 2018  | Estadio Anton Malatinský, Trnava, Eslovaquia | Ucrania     | 3-1 | 4-1       | Liga de Naciones de la UEFA 2018-19 |
| 3 | 25 de septiembre de 2022 | TSC Arena, Bačka Topola, Serbia              | Bielorrusia | 1-1 | 1-1       | Liga de Naciones de la UEFA 2022-23 |

## Clubes
| Club                    | País            | Año       | Partidos | Goles |
| ----------------------- | --------------- | --------- | -------- | ----- |
| M. F. K. Ružomberok     | Eslovaquia      | 2013-2014 | 68       | 15    |
| Š. K. Slovan Bratislava | Eslovaquia      | 2015-2016 | 57       | 17    |
| F. K. Jablonec          | República Checa | 2016-2017 | 5        | 2     |
| 1. F. C. Núremberg      | Alemania        | 2017-2021 | 50       | 5     |
| Warta Poznań            | Polonia         | 2021-2024 | 84       | 21    |
| GKS Katowice            | Polonia         | 2024-     | 14       | 3     |